# Aethes amseli
Aethes amseli es una especie de polilla del género Aethes, categorizada en la tribu Cochylini, de la subfamilia Tortricinae.

## Distribución
Se distribuye por Afganistán.

## Taxonomía
Fue descrita por Razowski en 1967 y publicada en (Aethes), Beitr. Naturk. Forsch. SdwDtl. 26: 103.